# 茅台酒
茅台酒是一种酱香型大麴白酒，原產于贵州省遵义市茅台镇。茅台酒氣味芬芳香醇濃郁，不論氣味與口感均散發強烈香氣。同时是中国四大名酒“汾茅五劍”第二。在西方，該酒經常因其高烈度與濃烈口感，經常被與俄羅斯伏特加酒比較。

## 茅台酒历史

### 西汉
一种说法是，历史名酒“枸酱”即为茅台的雏形。西汉建元6年（公元前135年），汉武帝派唐蒙出使南越（今广州）。其间唐蒙得饮名酒“枸酱”，感觉酒味绝美，回到长安后，向蜀商咨询，蜀商说“独蜀出枸酱，多持窃出夜郎。”于是唐蒙绕道取枸酱酒献汉武帝。汉武帝以“甘美之”赞叹，视为珍奇，当时即为贡品，故有“唐蒙饮枸酱而使西域”之说。清代诗人陈熙晋写道：“尤物移人付酒怀，荔枝滩上瘴烟开，汉家枸酱知何物，赚得唐蒙习部来。”

### 清朝
茅台镇在清嘉庆、道光年间造酒已初具规模，据《遵义府志》记载：“茅台酒，仁怀城西茅台村制酒，黔省称第一。茅台烧房不下二十家，所费山粮不下二万石”。光绪年间，“茅春、茅台烧春、回沙茅台”已远销诸省，其独特工艺也大体定型。所酿之酒曰“茅台烧”。但古酿造作房被太平天国翼王石达开进攻贵州时所毁。

## 台灣茅台酒
1949年中華民國政府撤台時帶走了茅台酒廠珍藏的原漿酒，還帶走了釀酒師， 以及製酒配方、酒曲、基酒等，以此為基底承襲茅台酒的釀造工藝，酒精濃度為53度濃香型大曲高梁酒，不似醬香型茅台因正丁醇、異丁醇較多而帶苦味。
1974年由當時台灣專賣局嘉義酒工場開始研製茅台酒，至1975年研製成功，於1977年推出上市，現由台灣菸酒公司嘉義酒廠生產，酒精濃度為54度。包裝規格有兩種，0.3公升玻璃瓶裝、0.5公升白色瓷瓶裝。於1999年改包裝冠以「玉山」品牌銷售至今。1978年、1996年、2002年、2004年年獲世界菸酒評鑑會銀質獎，2020年獲舊金山世界烈酒競賽SFWSC金牌，國際葡萄酒暨烈酒競賽IWSC銀牌，布魯塞爾烈酒競賽CMB金牌，2021年獲國際烈酒挑戰賽ISC雙金牌。

## 贵州茅台集团

### 中华人民共和国建国初期
1950年代初，中华人民共和国政府进行公私合营。在中华人民共和国建国初期，茅台酒是省级部门才能获得的特供酒。将原三家最主要的茅台镇私人烧坊，即出产王茅的荣和烧坊（经理王秉乾）、出产华酒, 又称“华茅”的成义烧坊（创始人华联辉）、和出产赖永初酒，又称“赖茅”的恒兴烧坊（经理赖永初）、合并成立国营茅台酒厂，以原恒兴烧坊业主赖永初为新厂主管。三家烧坊均献出其祖传茅台酿造配方，由新厂优选改进，投入生产。1952年第一届全国评酒会将茅台酒评为名酒，在白酒中排名第一。当时评出的名酒中只有四种白酒，因此后来将茅台等四种酒称为中国四大名酒。
“大跃进”时中国各地频“放卫星”，毛泽东亲自干预茅台生产，于1958年提出要“产量搞上一万吨”；然后产量经过连级跳，从57年的283吨变成60年的912吨。 其后在1963年第二届全国评酒会和1979年第三届全国评酒会上分别评出的八种白酒里，茅台均排名第一，所以后来又将茅台等八种酒称为中国八大名酒。

### 改革开放后

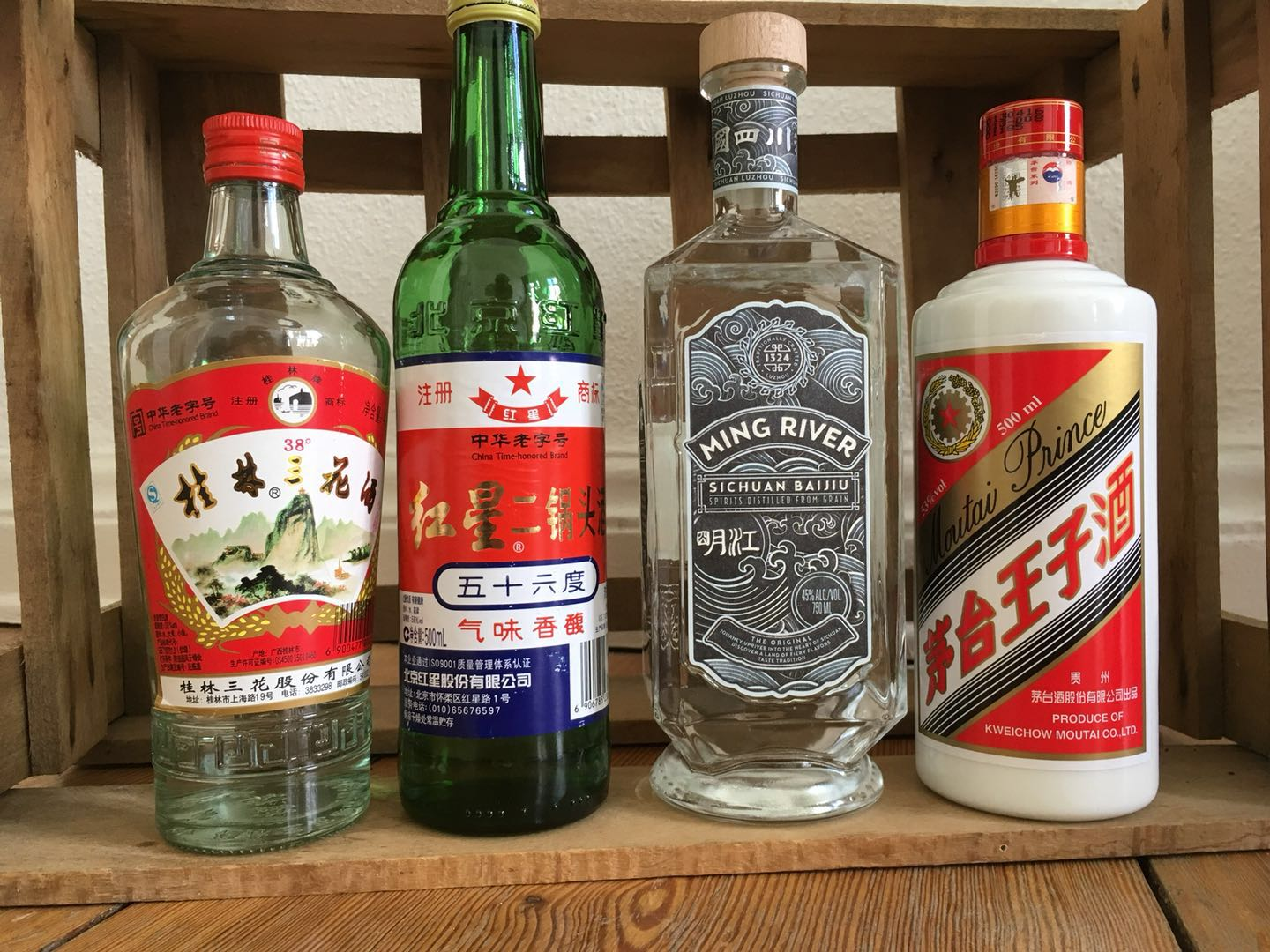
最右侧为茅台王子酒，其口感与色泽均非上乘

改革开放后，在1983年第四届全国评酒会和1989年第五届全国评酒会上，茅台又双双夺得第一。茅台酒的酿制技艺获得国家级非物质文化遗产。市面上正规专卖店和大卖场渠道销售的大多数都是53°和38°飞天、五星茅台酒，贵州茅台酒股份有限公司还生产了面向中低端市场的茅台王子酒、茅台迎宾酒和贵州大曲。除传统的中国白酒之外，茅台集团还生产啤酒和利口酒等产品。另外还有贵州茅台集团技术开发公司这一旗下企业，以集体品牌的形式生产各种价格低廉的茅台酒，但多以浓香型为主，一定程度上混淆了市场。随着茅台酒厂产能扩大，将越来越能够满足一定的国内市场需求，但是从原产地产量极限来说，茅台酒始终将是一种稀缺商品。

### 21世纪
茅台酒近年来价格不断上涨，2011年贵州茅台向争议性组织世界奢侈品协会“申请”“奢侈品资格”引发争议。加之中国大陆屡有国有企业花费巨款购买茅台等名酒的事件被曝光，遂使“茅台”经常与“公款吃喝”、“三公消费”、“腐败”等词语同时出现在热点话题中，成为网民调侃讽刺的对象。在2012年中央八项规定出台前，一些经销商为了优先保证单位团购，只有剩下的茅台才向普通民众销售，因此茅台酒时常出现断货。当时在茅台酒厂的自营零售店购买茅台酒需要出示身份证，每人限购两瓶，且需要排队才能买到。八项规定出台后，白酒的公款消费受到严格限制，茅台酒过去一度被炒起来的虚高价格出现下降，对民众的供应量也恢复正常。。2020年茅台酒经销商再度爆炒贵州茅台酒，市场价格高达3000多元/瓶，至年底，茅台集团逼迫做出所有茅台酒必须以1499元/瓶拆箱散瓶销售政策，导致黃牛黨炒作茅台酒纸箱500元/个的倒卖丑闻。